# Cantón Gualaquiza
Gualaquiza es un cantón perteneciente a la provincia de Morona Santiago, ubicado en el extremo sur de la provincia. Fue creado en 1944, como parte de la provincia de Santiago Zamora. En 1953 pasó a formar parte de la nueva provincia de Morona Santiago.
Es conocido como un cantón turístico y se caracteriza por su clima cálido húmedo, terrenos fértiles, ríos cristalinos, su fauna y flora y por albergar a una floreciente población, conformada por grupos mestizos y de nativos shuar.
Gualaquiza se encuentra posado en las estribaciones de la cordillera Oriental y la cordillera del Cóndor, factor que resulta determinante para la existencia en su territorio de una amplia diversidad de ecosistemas que se distribuyen desde los 600 hasta los 3000 m s. n. m. Limita al norte con el cantón San Juan Bosco, al sur con la provincia de Zamora Chinchipe, al este con la República del Perú y al oeste con la provincia del Azuay.

## Toponimia
A lo largo de la historia se han formulado varias hipótesis sobre el origen del nombre Gualaquiza. Pero lo que si es seguro es que este nombre es una palabra castellana derivada de un término de la lengua shuar.
A partir de esta premisa, Gualaquiza toma el nombre del río que cruza al oriente de la ciudad, al que los shuar llaman waakis (río del Waak), nombre de un fruto silvestre parecido al almendro llamado comúnmente manigullán. Antiguamente, abundaba a orillas de este río, por lo que los shuar lo llamaron waakis, que significa “río del manigullán”. Con la colonización, la palabra se castellanizó y se transformó en Gualaquiza, al igual que pasó con muchos nombres.
De esta forma se comenzó a conocer con este nombre, primero a las tribus que habitaron en este lugar, los indios gualaquizas (Alejandro Carrión); luego a la región: "La región de Gualaquiza, aliada de los Cañaris" (José Rumazo González) y finalmente al pueblo mismo fundado por Fray José Antonio Prieto.

## Historia
Durante muchos siglos, los nativos shuar fueron los únicos habitantes de la región. Sin embargo, los primeros testimonios comienzan en el siglo XVI, con la llegada de los primeros colonizadores.
El 2 de octubre de 1816, Fray Prieto e Hilario Chica llegan a Gualaquiza y la fundan oficialmente. Al constituirse la República del Ecuador en 1830, Gualaquiza al principio fue integrada como parte de la provincia del Azuay. Posteriormente, mediante varios decretos perteneció a diferentes provincias aledañas con distintas denominaciones y sin señalarse límites definitivos. Estos decretos se han expedido desde el año de 1852 hasta 1944, año en el que por Decreto Ejecutivo publicado en el Registro Oficial N.º 63 del 16 de agosto se crea el cantón de Gualaquiza en la provincia de Santiago-Zamora.
Siendo en 1953, a raíz de la creación de la provincia de Morona Santiago se integra al cantón Gualaquiza como parte de ésta con límites definidos. Cabe recalcar que en todo ese trayecto, el lugar fue poblado por la mayor parte proveniente del Azuay, Cañar y Loja.

## Geografía

### Ubicación
Se ubica al suroeste de la provincia de Morona Santiago. Sus coordenadas son 3°24′19″S 78°34′30″O / -3.40528, -78.57500. Se extiende a lo largo de 2.151,29 km² y representa el 8,94% del total de la superficie de Morona Santiago.

### Orografía
Su altitud media es de 850 metros sobre el nivel del mar.

### Clima
El clima de Gualaquiza se subdivide en dos regiones bioclimáticas:
- Región Húmeda Subtropical. Se localiza desde altitudes superiores a los 600 m s. n. m. hasta 2000 m s. n. m. La temperatura promedio anual

oscila entre los 18 °C y 24 °C y la precipitación media anual varía entre los 1500 y 2000 mm de lluvia.
- Región Lluviosa Temperado. Se localiza desde altitudes que van de los 2000 m s. n. m. hasta los  3000 m s. n. m., la temperatura

promedio oscila entre los 12 °C y 18 °C y la precipitación media anual varía entre los 2000 y 3000 mm de lluvia.
En Gualaquiza, los veranos son cortos, calientes y mayormente nublados y los inviernos son cortos, cómodos y parcialmente nublados. Durante el transcurso del año, la temperatura generalmente varía de 17 °C a 29 °C y rara vez baja a menos de 15 °C o sube a más de 32 °C. Por lo particular, el clima aquí es agradable y su temperatura no varía tanto. 

### Hidrografía
Gualaquiza cuenta con las cuencas hidrográficas de los siguientes ríos:
- Río Zamora, que tiene como afluentes a los ríos Chuchumbletza, Bomboiza y Kalaglás.
- Río Bomboiza, principal afluente del Zamora, que es formado de la unión de los ríos Cuyes y Cuchipamba y tiene como afluentes a los ríos Gualaquiza y Kupiambritza.
- Río Chuchumbletza, que sirve de límite con la provincia de Zamora Chinchipe.
- Río Cenepa, al igual que el Coangos, nace de las estribaciones de la cordillera del Cóndor.

### Fauna
Gualaquiza cuenta con una diversidad de animales, algunos de ellos son: ardillas, pecarí tajacu (sajino, saíno), tapires, armadillos, gallo de la peña, carpinteros, pavas, palomas, cuyes, mariposas, boas y una infinidad de insectos.

### Flora
La flora es más reconocida, ya que cuenta con una gran variedad de especies y se pueden observar en la mayor parte de lugares del cantón. Las que se destacan son el guayacán, el yumbingue, matapalo, yallishpa y sota, helechos, bromelias y orquídeas, entre otras. Además, se puede apreciar plantas alimenticias, para uso medicinal y artesanal como el chontaduro silvestre, el killi, pambil, uva silvestre, uvilla, zapote silvestre, entre otras plantas/frutas.

## Cultura

### Fiestas populares
Fiesta de carnaval: esto se realiza en el mes de febrero o marzo, según el calendario de festividades del Ecuador. En Gualaquiza se celebra de diferentes maneras como: desfiles, donde participan personas de todos los lados del cantón y de otros lugares, elección de la Reina de Carnaval, danzas, bailes, comparsas, concursos, conciertos, entre otros eventos para todas las edades. Todo esto es planificado ya con una agenda de eventos, para atraer a turistas y que conozcan cada vez más lo que ofrece Gualaquiza y su gente. 
Fiestas de cantonización: comienzan a finales del mes de julio y terminan el 16 de agosto con el desfile cívico. Estas fiestas son reconocidas por la variedad de programas y eventos que Gualaquiza realiza, hay programas para fomentar el deporte, la gastronomía, realizan viajes a los diferentes sitios turísticos, concursos de baile, danza, la cultura gualaquicense resalta en todos las festividades. 
Fiestas parroquiales: las cuales son celebradas en pocos días y son eventos pequeños. 

### Fiestas religiosas

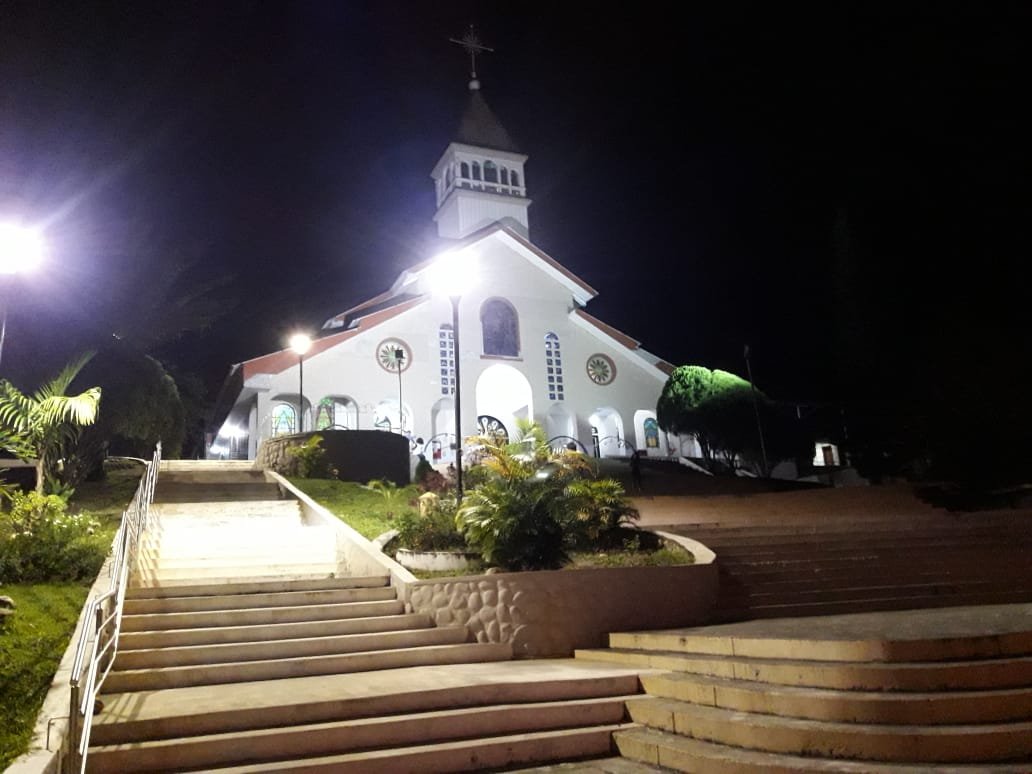
Iglesia Católica "María Auxiliadora" de Gualaquiza

Fiesta de la Virgen María Auxiliadora: celebrada el 24 de mayo, la gente se reúne a celebrar y rendir homenaje en la iglesia de Gualaquiza.

### Artesanías

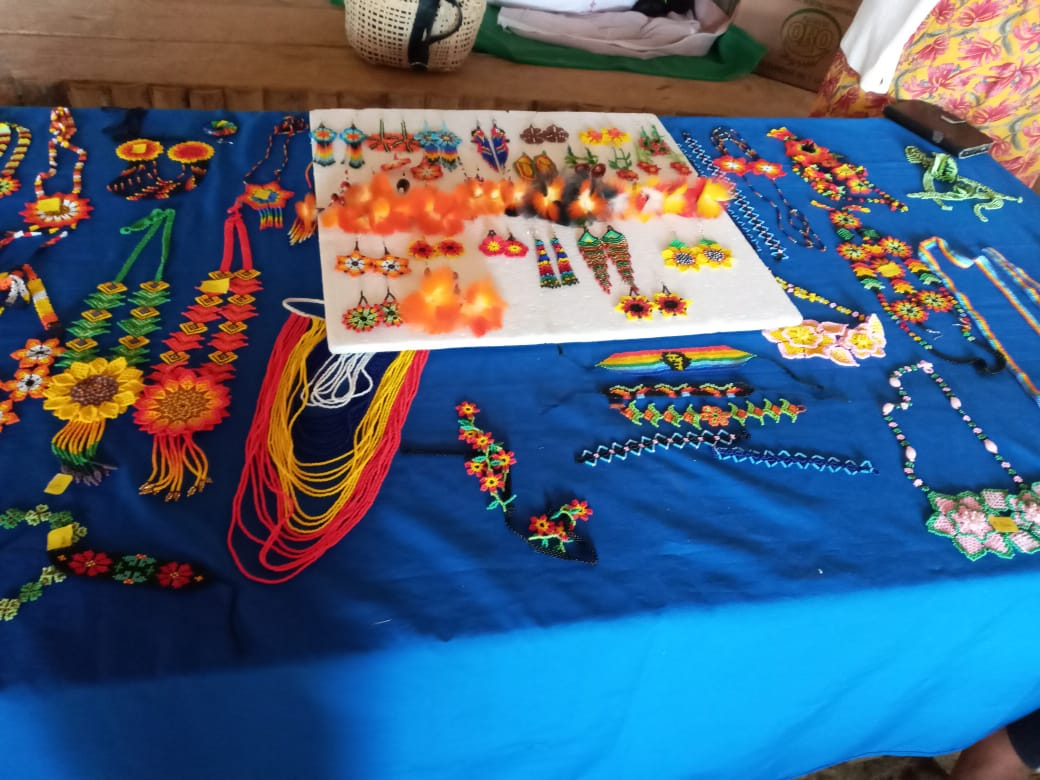
Artesanías realizadas por la gente Shuar en Gualaquiza

Entre los productores artesanales se pueden destacar aquellos que confeccionan la vestimenta, instrumentos de caza y adornos del pueblo Shuar como son: coronas, colgantes, brazaletes, collares, aretes, lanzas, flechas y cuchillos, utilizando como materia prima las plumas, pieles de tigre, culebras, semillas de árboles, huesos, chonta, etc. Aunque al principio estas artesanías eran utilizadas exclusivamente por la gente shuar, ahora la mayor parte de la población mestiza y shuar admiran estas artesanías y las utilizan en trajes, vestimenta casual.  

### Gastronomía
Entre la comida y bebida representativa tenemos platos propiamente de la zona, originarias del pueblo shuar como: 
-Ayampacos: pueden ser de pollo o pescado, con palmito o col y acompañado de plátano verde, yuca y ensalada. 
-Ancas de rana: estas son fritas, apanada o al ajillo.
-Chontacuros: asadas o fritas, tiene diferentes presentaciones; algunos lo comen como pincho/chuzo.  
-Chicha de diferentes productos: esto es una bebida de cierto producto fermentado, la cual es compartida entre las personas en un evento familiar o social. Aunque en la etnia shuar esta bebida es típica y en la mayoría de comidas está presente. Entre las diferentes chichas están la chicha de caña, chicha chonta y chicha de yuca.
Otros platos típicos:
-Cuy asado: aunque esta comida es muy representativa en la Sierra, en Gualaquiza también forma parte de la gastronomía.
-Pancitos de dulce: estos son horneados en leña.
-Manjar: este es un dulce típico hecho en leña.

## División política
Gualaquiza contiene 10 parroquias, las cuales se dividen en urbanas y rurales:
Urbanas:
- Gualaquiza (cabecera cantonal)

- Mercedes Molina (también conocida como Sevilla)

Rurales:
- Bomboiza
- Nueva Tarqui
- San Miguel de Cuyes
- Amazonas
- Chigüinda
- Bermejos
- El Rosario
- El Ideal

## Demografía
Según el censo del 2014, el cantón Gualaquiza cuenta con 23.162 habitantes. 